# Loulé

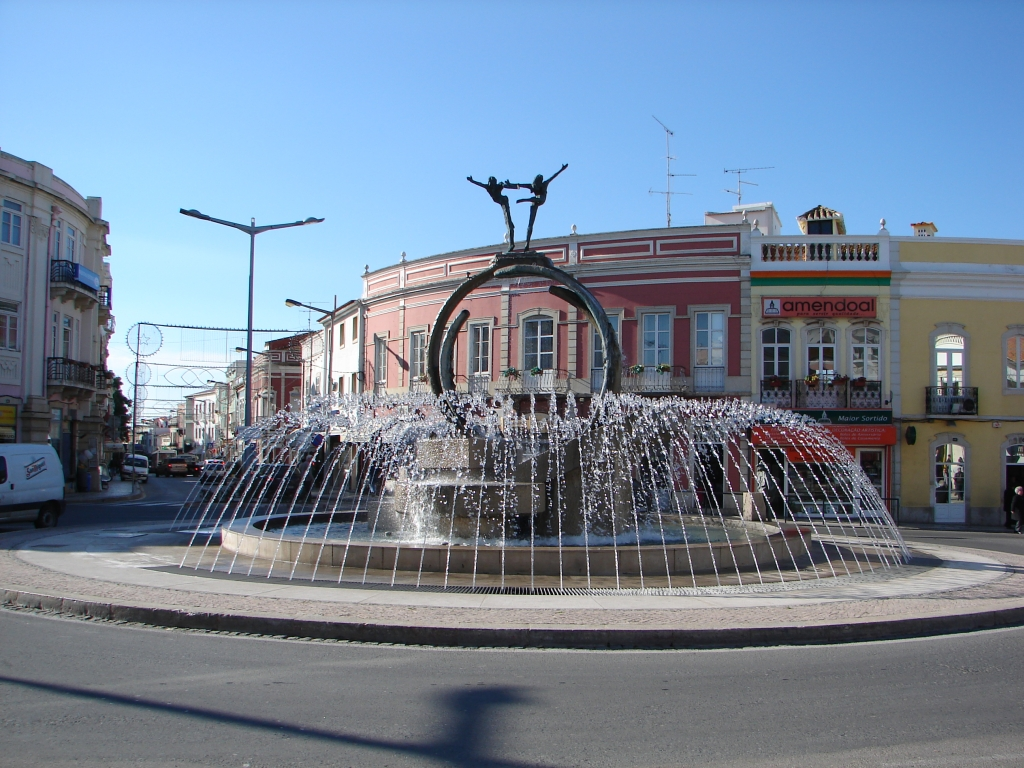
In der Innenstadt von Loulé

Loulé [loˈlɛ] ist eine Kreisstadt im Süden von Portugal an der Algarve, etwa 16 Kilometer nördlich von Faro gelegen.

## Geschichte

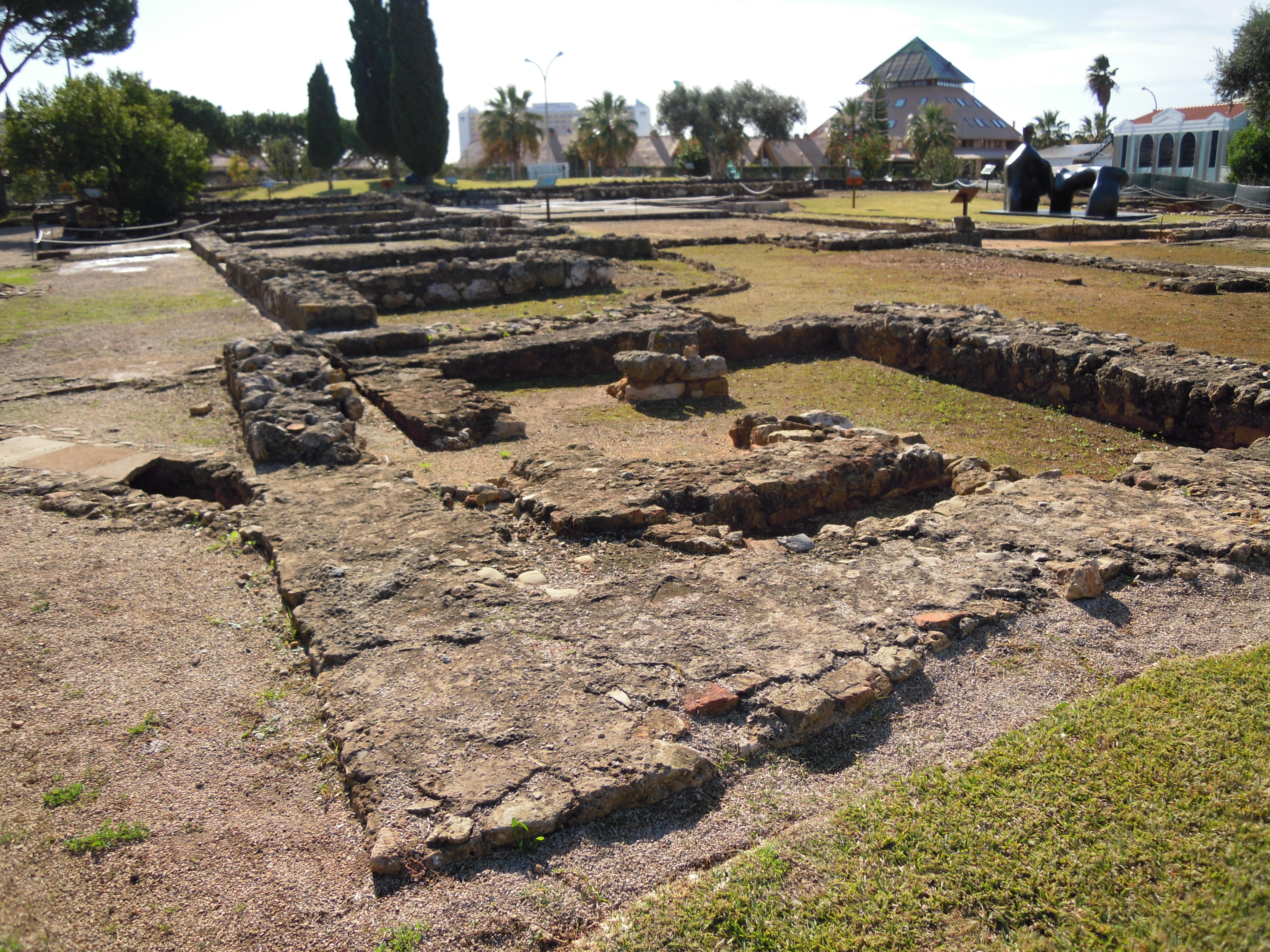
Die römische Ausgrabungsstätte Cerra da Villa Romana

Funde belegen eine Besiedlung seit der Altsteinzeit. Ab der Eisenzeit kamen zunehmend andere Völker hier her. Karthager und Phönizier ließen sich hier nieder. Ab dem 2. Jahrhundert v. Chr. unterwarfen die Römer das Gebiet, und in der Folge setzte eine wirtschaftliche Blüte ein. Ab 711 eroberten die Mauren das Gebiet. Loulé wurde eine arabische Stadt, die den historischen Ortskern bis heute geprägt hat.
König D.Afonso III. eroberte die Stadt 1249 von den Arabern und gab ihr 1266 Stadtrechte. Im Zuge der einsetzenden Portugiesischen Entdeckungsreisen und des im 16. Jahrhundert entstandenen Portugiesischen Weltreichs erlebte Loulé, wie eine Reihe Orte an der Algarve, eine wirtschaftliche Blüte. Das Erdbeben von Lissabon 1755 rief auch in Loulé starke Zerstörungen hervor, die die Entwicklung des Ortes stark zurückwarfen.
Seit dem 20. Jahrhundert erlebte die Stadt dann wieder beträchtliche Veränderungen hinsichtlich ihrer Wirtschaft und Stadtentwicklung. Dazu beigetragen hat nicht zuletzt der Fremdenverkehr, von dem der Kreis profitieren konnte, etwa mit seinen touristisch entwickelten Ortschaften wie Quarteira und Vilamoura, die internationales Publikum in großer Zahl anziehen.

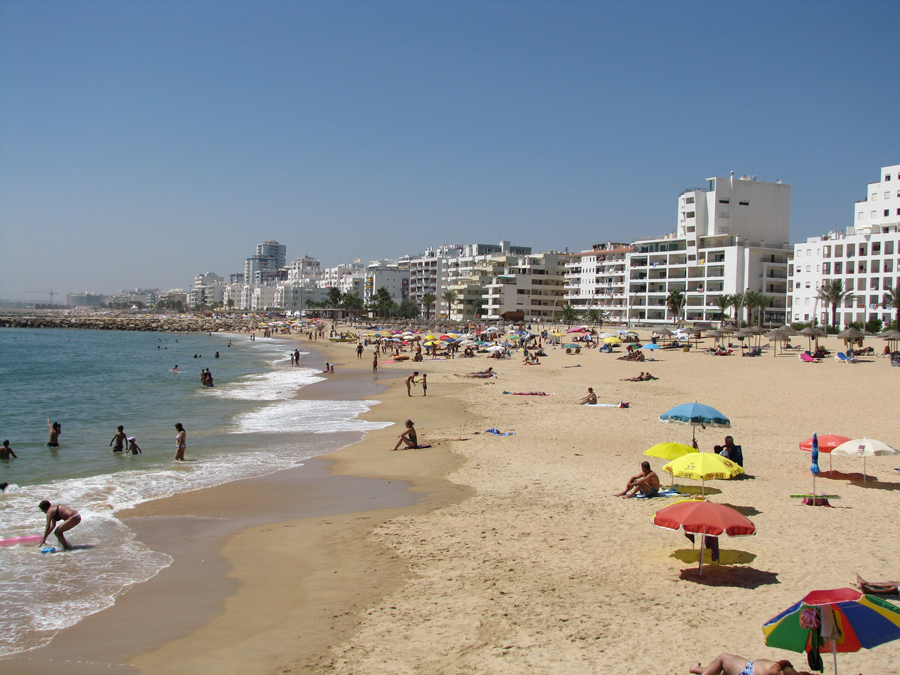
Der Strand von Quarteira

Überregional bekannt ist zudem der brasilianisch inspirierte Karnevalsumzug der Stadt, der alljährlich zahlreiche Besucher aus dem ganzen Land anlockt.

## Kultur und Sehenswürdigkeiten

### Bauwerke, Sehenswürdigkeiten
- Römische Villa von Vilamoura südwestlich von Loulé.
- Burg Castelo de Loulé im Stadtzentrum
- Dreischiffige Hauptkirche Igreja Matriz da São Clemente
- Kapelle Nossa Senhora da Piedade
- Neo-maurische Markthalle
- Glockenturm neben der Kirche von São Clemente, vermutlich auf ein Minarett des 10. oder 11. Jahrhunderts zurückgehend

### Ausstellungen und Museen
- Archäologisches Museum

### Regelmäßige Veranstaltungen
- Bauernmarkt (jeden Samstagvormittag an der Markthalle)
- Karneval in der Avenida José da Costa Mealha. Er gilt als einer der farbenprächtigsten in ganz Portugal
- Loulé Jazz Festival (seit 1995 jährlich im Juli, unter der Leitung von Mário Laginha)
- Festival MED (seit 2004, jährlich Ende Juni/Anfang Juli stattfindendes mediterranes Musik- und Kulturfestival, Weltmusik-Festival)

## Sport
Im Estádio Algarve fanden mehrere Spiele der Fußball-Europameisterschaft 2004 statt. Seit 1994 ist Loulé einer der Austragungsorte des Algarve-Cup, an dem jedes Frühjahr einige der besten Frauenfußball-Nationalmannschaften teilnehmen.

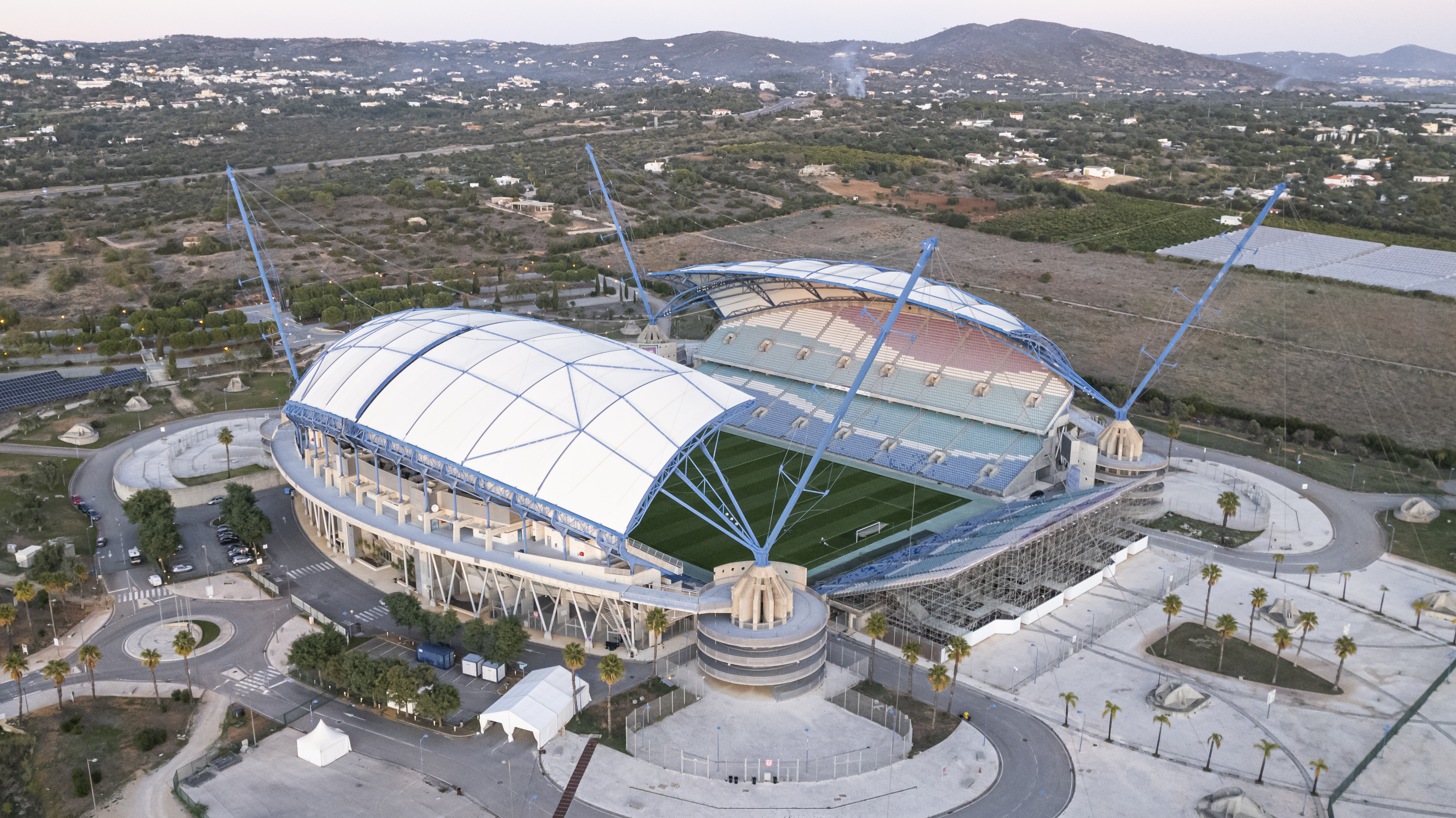
Das Estádio Algarve

Als bedeutendster Sportverein gilt hier der 1923 gegründete Louletano Desportos Clube. Seine Profi-Fußballmannschaft spielt nach einigen Spielzeiten in der zweiten portugiesischen Liga inzwischen (2013) wieder in der dritthöchsten Spielklasse.
In Loulé ist das Radsportteam Centro Ciclismo de Loulé-Louletano beheimatet, das sich den Profi-Radrennen widmet. Radsport in Form von Mountainbikewettkämpfen verfolgt dagegen der Clube BTT Terra de Loulé.
Im Pavilhão Desportivo Municipal de Loulé wird jährlich ein World-Cup in der Sportart Trampolinturnen veranstaltet.

## Galerie

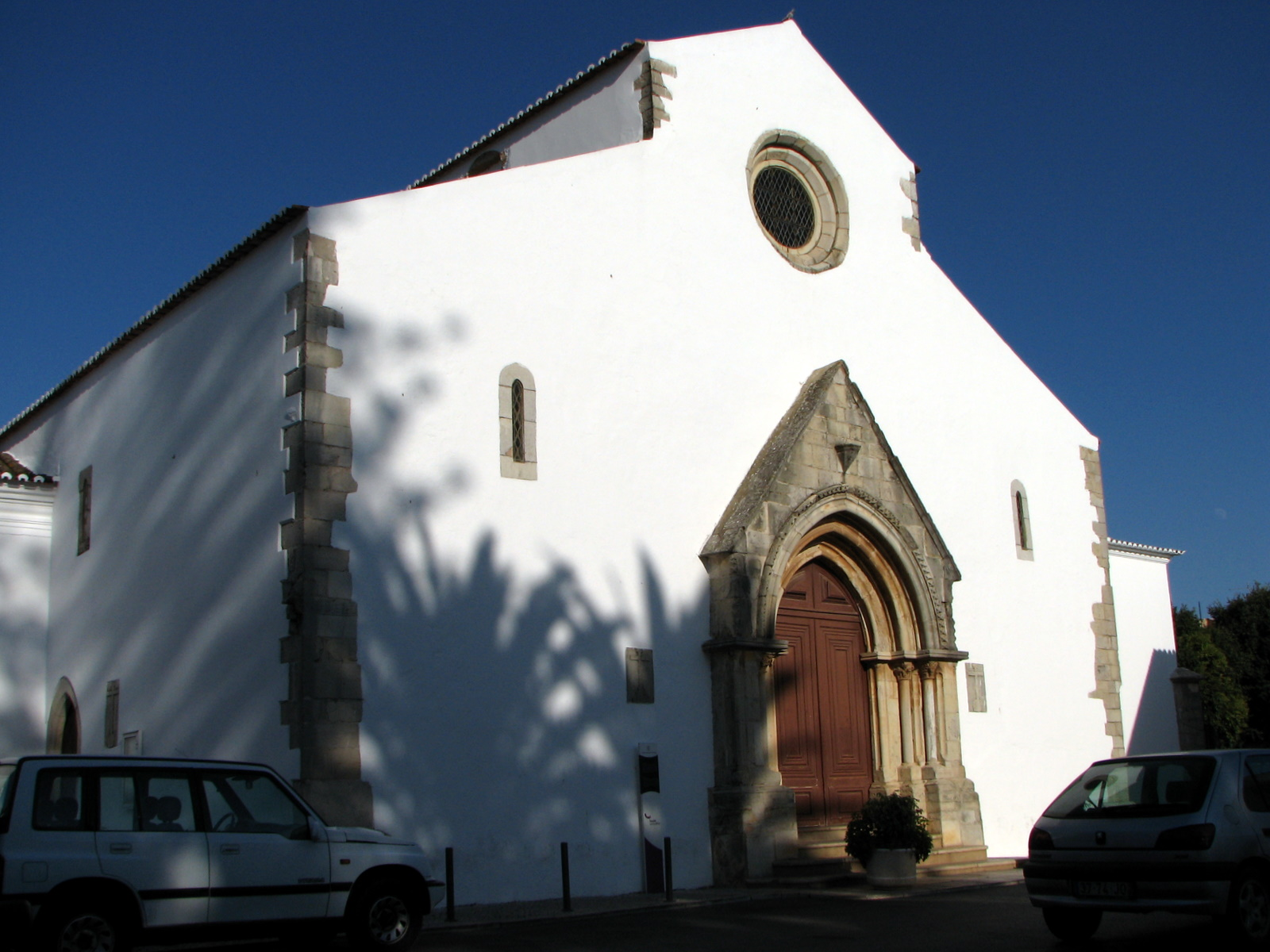
Die Hauptkirche von Loulé
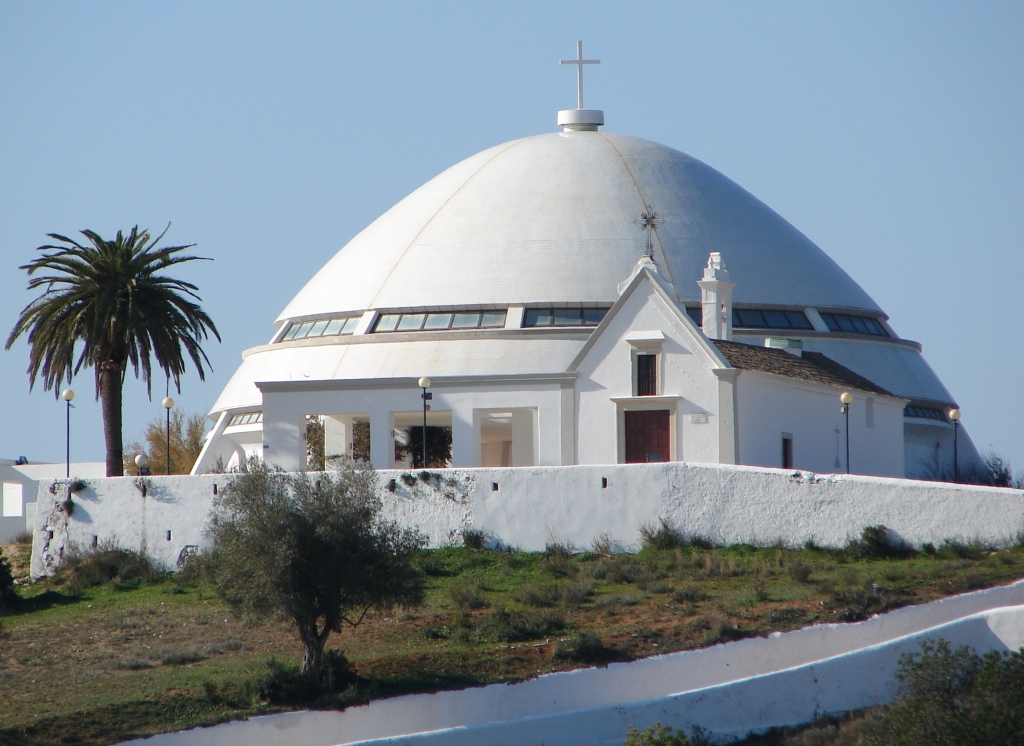
Loulé
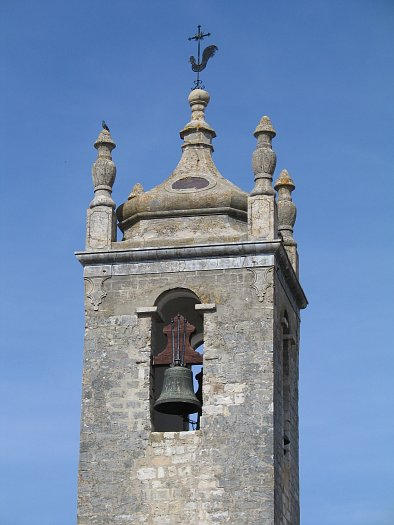
Minarettturm
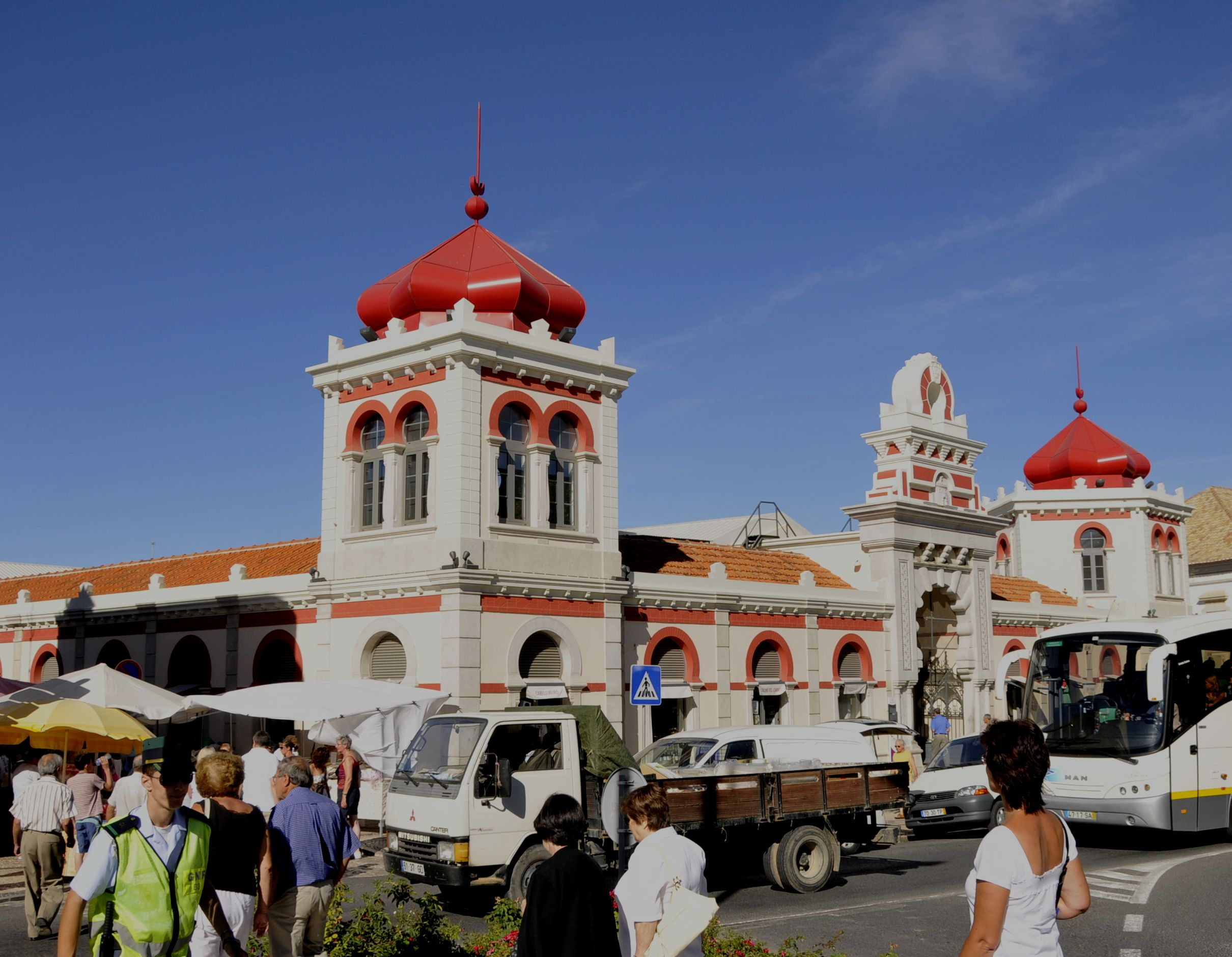
Markthalle
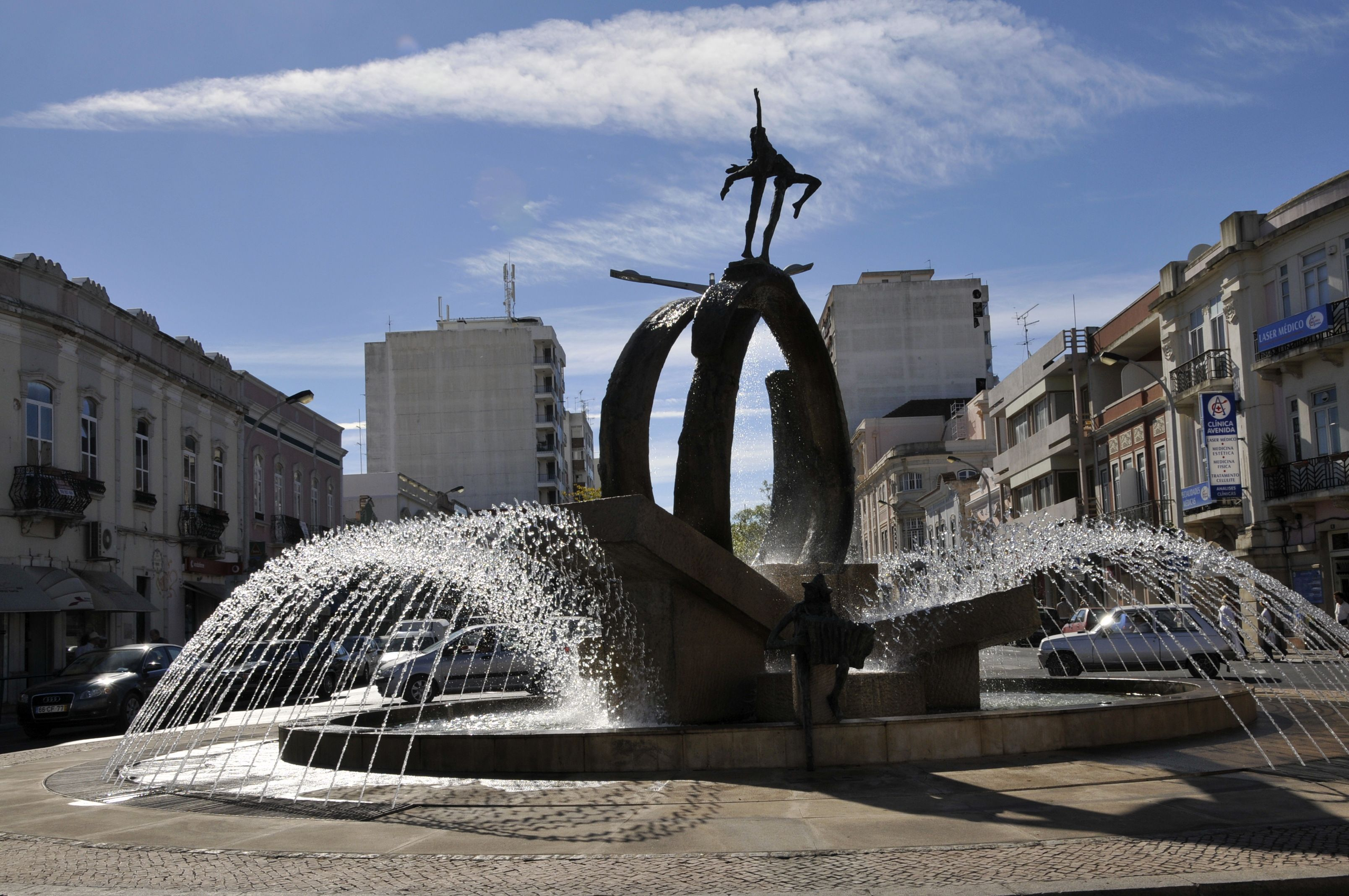
Platz bei der Markthalle

## Verwaltung

### Kreis
Loulé ist der größte Kreis der Region Algarve und grenzt an die Kreise (im Uhrzeigersinn im Norden beginnend): Almodôvar, Alcoutim, Tavira, São Brás de Alportel, Faro, Albufeira, Silves sowie an den Atlantischen Ozean.
Mit der Gebietsreform im September 2013 wurden die Gemeinden (Freguesias) Querença, Tôr und Benafim zur neuen Gemeinde União das Freguesias de Querença, Tôr e Benafim zusammengefasst. Der Kreis besteht seither aus den folgenden neun Gemeinden:
Der Kreis Loulé gliedert sich in neun Gemeinden (Freguesias):

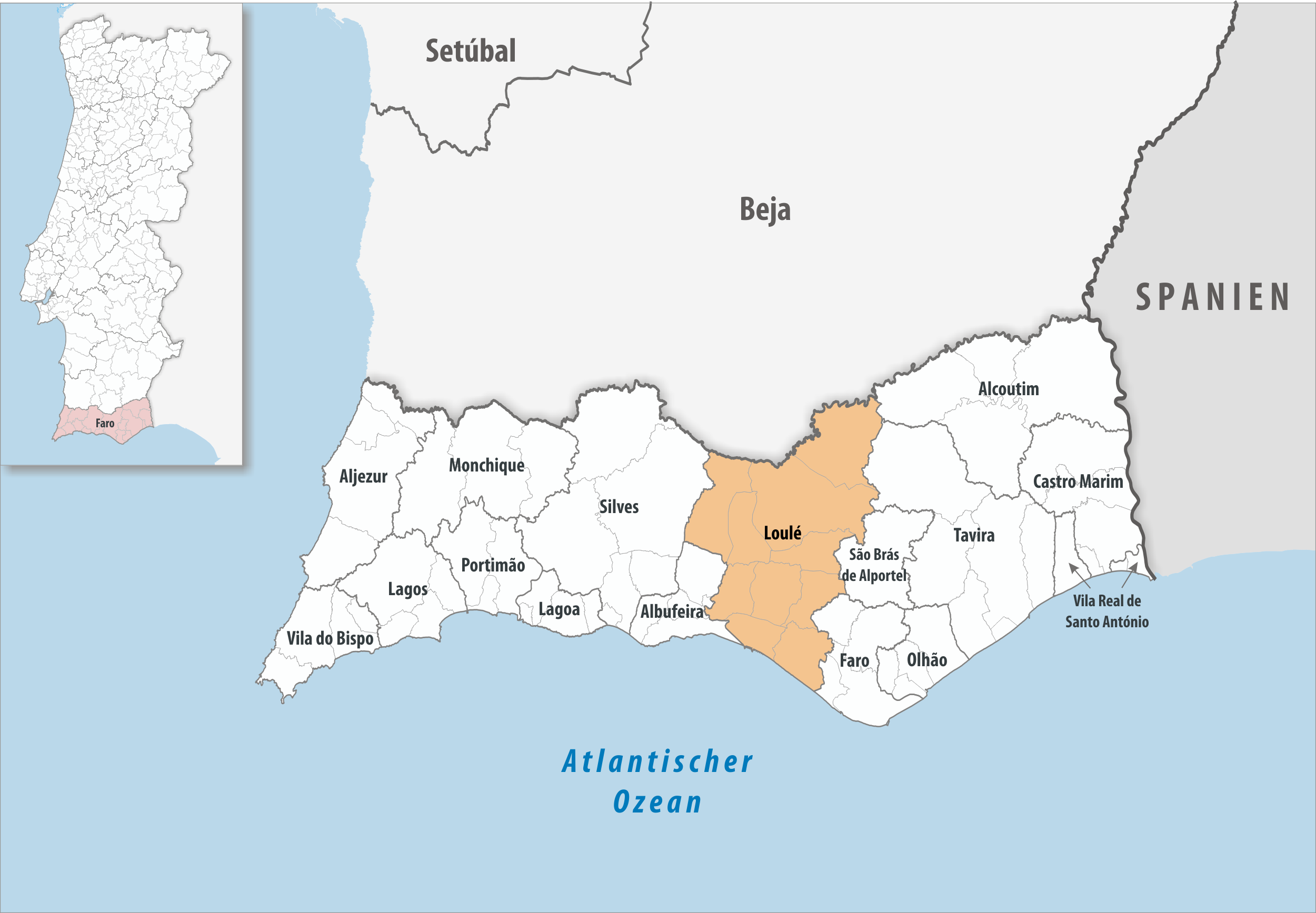
Kreis Loulé

| Gemeinde                | Einwohner (2021) | Fläche km² | Dichte Einw./km² | LAU- Code |
| ----------------------- | ---------------- | ---------- | ---------------- | --------- |
| Almancil                | 11.291           | 62,30      | 181              | 080801    |
| Alte                    | 1.746            | 94,33      | 19               | 080802    |
| Ameixial                | 381              | 123,85     | 3                | 080803    |
| Boliqueime              | 4.789            | 46,21      | 104              | 080804    |
| Quarteira               | 24.420           | 38,16      | 640              | 080805    |
| Querença, Tôr e Benafim | 2.520            | 102,18     | 25               | 080812    |
| Salir                   | 2.448            | 187,75     | 13               | 080807    |
| São Clemente            | 17.930           | 46,20      | 388              | 080808    |
| São Sebastião           | 6.807            | 62,70      | 109              | 080809    |
| Kreis Loulé             | 72.332           | 763,68     | 95               | 0808      |

### Bevölkerungsentwicklung
| Einwohnerzahl im Kreis Loulé (1801–2011) | Einwohnerzahl im Kreis Loulé (1801–2011) | Einwohnerzahl im Kreis Loulé (1801–2011) | Einwohnerzahl im Kreis Loulé (1801–2011) | Einwohnerzahl im Kreis Loulé (1801–2011) | Einwohnerzahl im Kreis Loulé (1801–2011) | Einwohnerzahl im Kreis Loulé (1801–2011) | Einwohnerzahl im Kreis Loulé (1801–2011) | Einwohnerzahl im Kreis Loulé (1801–2011) | Einwohnerzahl im Kreis Loulé (1801–2011) |
| ---------------------------------------- | ---------------------------------------- | ---------------------------------------- | ---------------------------------------- | ---------------------------------------- | ---------------------------------------- | ---------------------------------------- | ---------------------------------------- | ---------------------------------------- | ---------------------------------------- |
| 1801                                     | 1849                                     | 1900                                     | 1930                                     | 1960                                     | 1981                                     | 1991                                     | 2001                                     | 2011                                     |                                          |
| 13.503                                   | 16.137                                   | 44.403                                   | 44.026                                   | 45.126                                   | 44.051                                   | 46.585                                   | 59.160                                   | 70.622                                   |                                          |

### Kommunaler Feiertag
- Christi Himmelfahrt

### Städtepartnerschaften
- Kap Verde: Boa Vista (Kap Verde)
- Brasilien: Aquiraz, Bundesstaat Ceará (Kooperationsabkommen)
- Spanien: Cartaya
- Guinea-Bissau: Bissorã, Region Oio
- Frankreich: Le Puy-Notre-Dame
- Frankreich: Créteil
- Volksrepublik China: Haikou (in Verhandlung)
- Mosambik: Manica (in Anbahnung)
- Argentinien: Belén de Escobar (in Anbahnung)

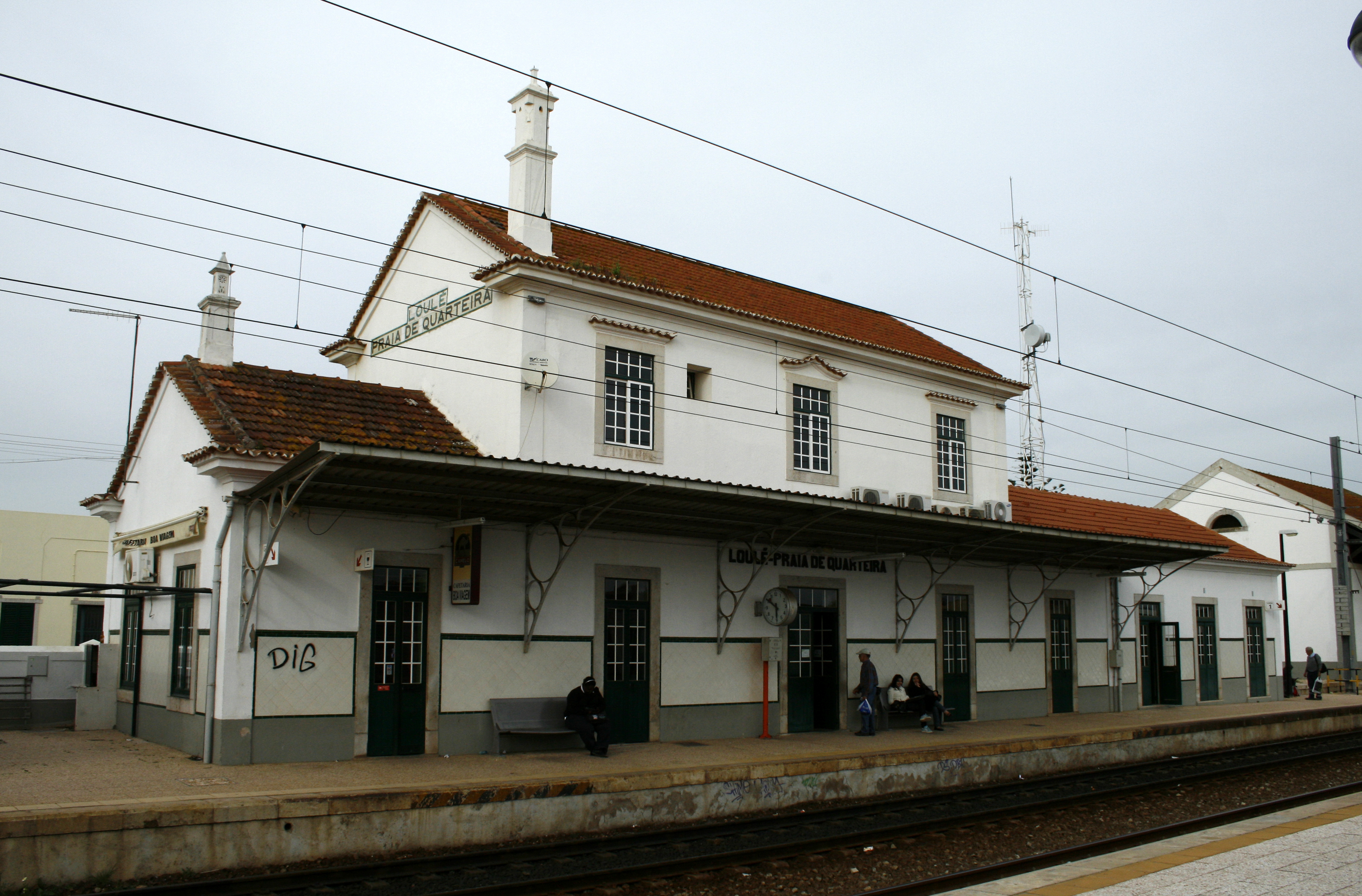
Der Bahnhof von Loulé/Quarteira

- Angola: Benguela (in Anbahnung)[6]

## Wirtschaft
Ein wichtiger Wirtschaftszweig ist der Tourismus. Außerdem gibt es neben einem großen Salzbergwerk in Loulé viele Handwerksbetriebe, die unter anderem unglasierte Tonwaren, Lederwaren und große Kupferkessel zum Schnapsbrennen herstellen.

## Verkehr
Loulé ist über die Bahnstrecke Linha do Algarve mit Lagos, Faro und Vila Real de Santo António verbunden.
Die Stadt verfügt über zwei eigene Anschlussstellen der Autobahn A22.
Der Ort ist in das landesweite Busnetz der Rede Expressos eingebunden.

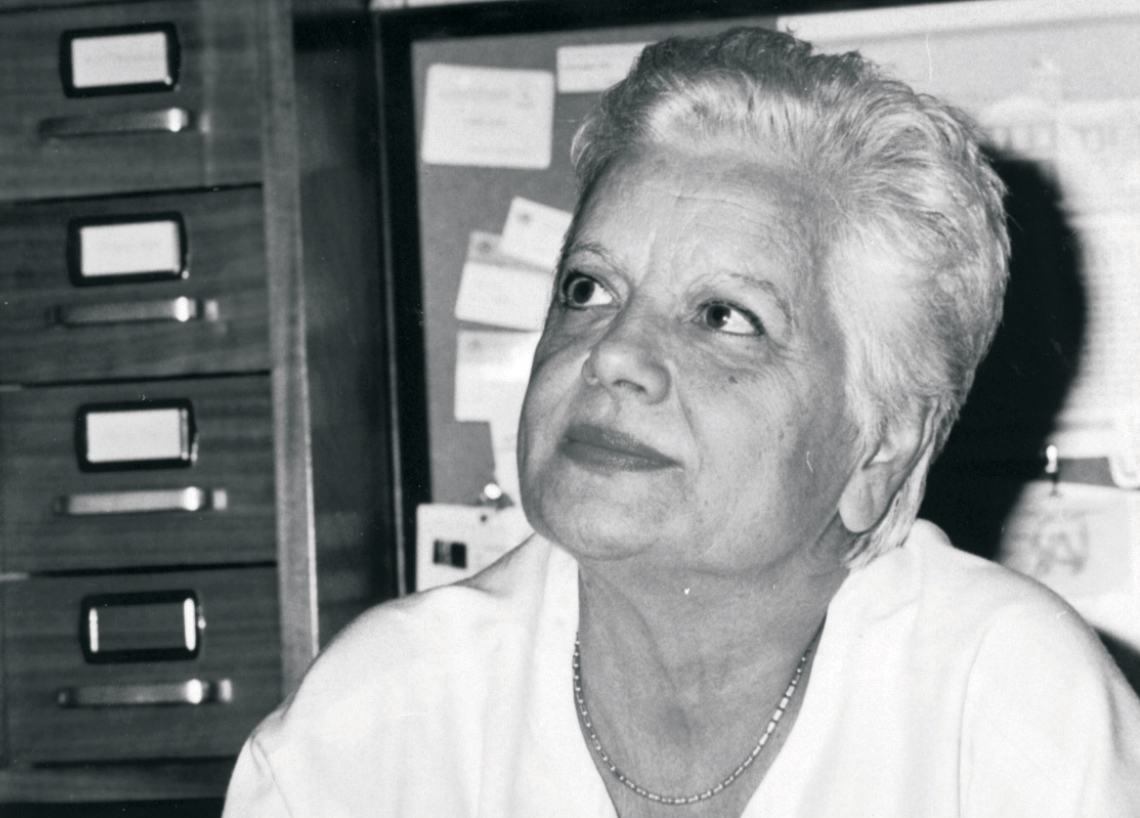
Laura Ayres

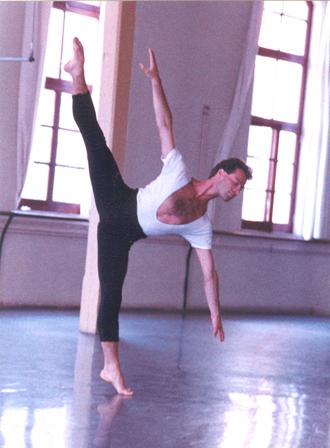
António Laginha

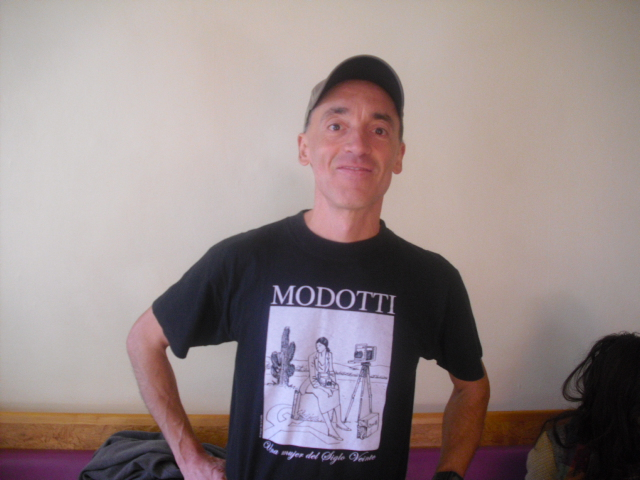
José Carlos Fernandes

## Söhne und Töchter der Stadt
- José Mendes Cabeçadas Júnior (1883–1965), Vizeadmiral und republikanischer Politiker, 1926 Ministerpräsident
- Francisco Xavier Cândido Guerreiro (1871–1953), Jurist, Lokalpolitiker, Lyriker und Bühnenautor
- Duarte Pacheco (1900–1943), Ingenieur, Hochschullehrer und Politiker, Minister im Estado-Novo-Regime
- Maria Campina (1914–1984), Pianistin
- Manuel Correia Abreu (1915–1983), Pädagoge und Lokalpolitiker
- Manuel da Luz Afonso (1917–2000), Trainer der Fußballnationalmannschaft bei ihrem dritten WM-Platz 1966
- Laura Ayres (1922–1992), Ärztin und Virologin
- Rogério Fernandes Ferreira (1929–2010), Ökonom, Hochschullehrer und Regierungsberater
- Casimiro de Brito (1938–2024), Schriftsteller und Übersetzer, insbesondere von Haikus
- Aníbal Cavaco Silva (* 1939), Staatspräsident, zuvor Premierminister
- António José Cavaco Carrilho (* 1942), Bischof von Funchal
- Júlio Guerreiro (1944–2011), Journalist und städtischer Veranstalter, Innovator des seither überregional populär gewordenen Karnevals
- Lídia Jorge (* 1946), Schriftstellerin
- José Sousa Ramos (1948–2007), Mathematiker und Hochschullehrer
- António Laginha (* 1955), Tänzer, Choreograf, Journalist und Hochschullehrer
- Felícia Cabrita (* 1963), Journalistin und Autorin
- José Carlos Fernandes (* 1964), Comicautor
- Miguel Farrajota (* 1967), Rallyefahrer
- Luís Caliço (1969–2024), Windsurfer
- Ana de Sousa Baptista (* 1971), Schriftstellerin
- Nuno Guerreiro (1972–2025), Musiker, bekannt geworden als Sänger der erfolgreichen Popgruppe Ala dos Namorados
- Idalécio Silvestre Lopes Soares Rosa (* 1973), Fußballspieler
- Jamila Madeira (* 1975), sozialistische Politikerin
- Victória Guerra (* 1989), Schauspielerin